# Faïence du pays d'Apt

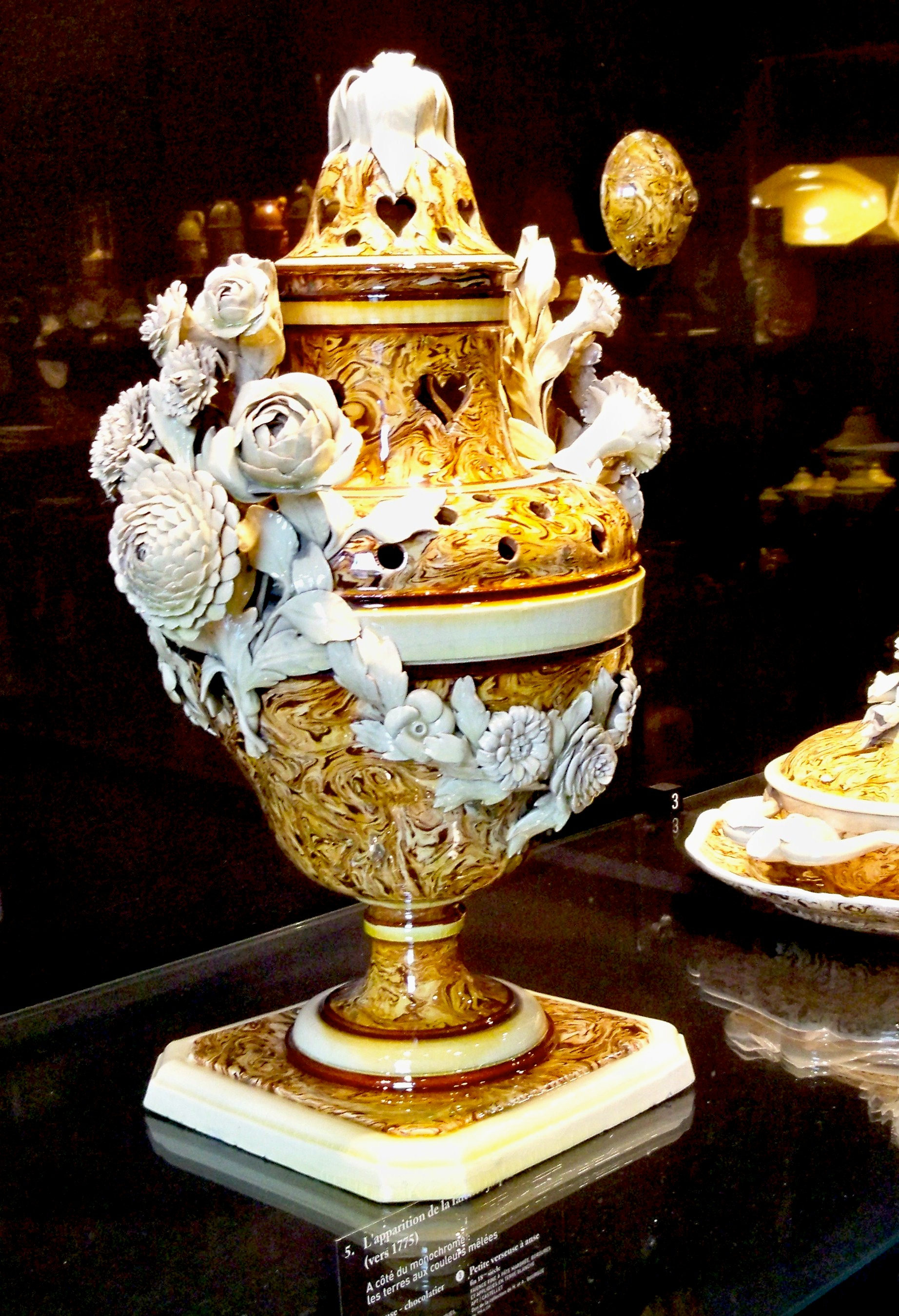
Pot en terre jaspée d'Apt.

La faïence du pays d'Apt s'est développée à partir du XVIIIe siècle dans le pays d'Apt. Sa production est liée à l'abondance de ses argiles et terres d'ocre. Leur utilisation, dès l'Antiquité, permit de développer une production de tuiles, briques et carreaux qui perdure encore de nos jours. La réputation de la faïence du pays d'Apt est due à la technique des terres de couleur mêlées ou jaspées qui composent un dessin dans toute l'épaisseur de la pâte. À cela s'ajoute un style baroque, où les aiguières, écuelles et pots à tabac sont rehaussés de décors monochromes de feuillages, de fruits et de petites figurines d’inspiration Louis XVI.

## Historique

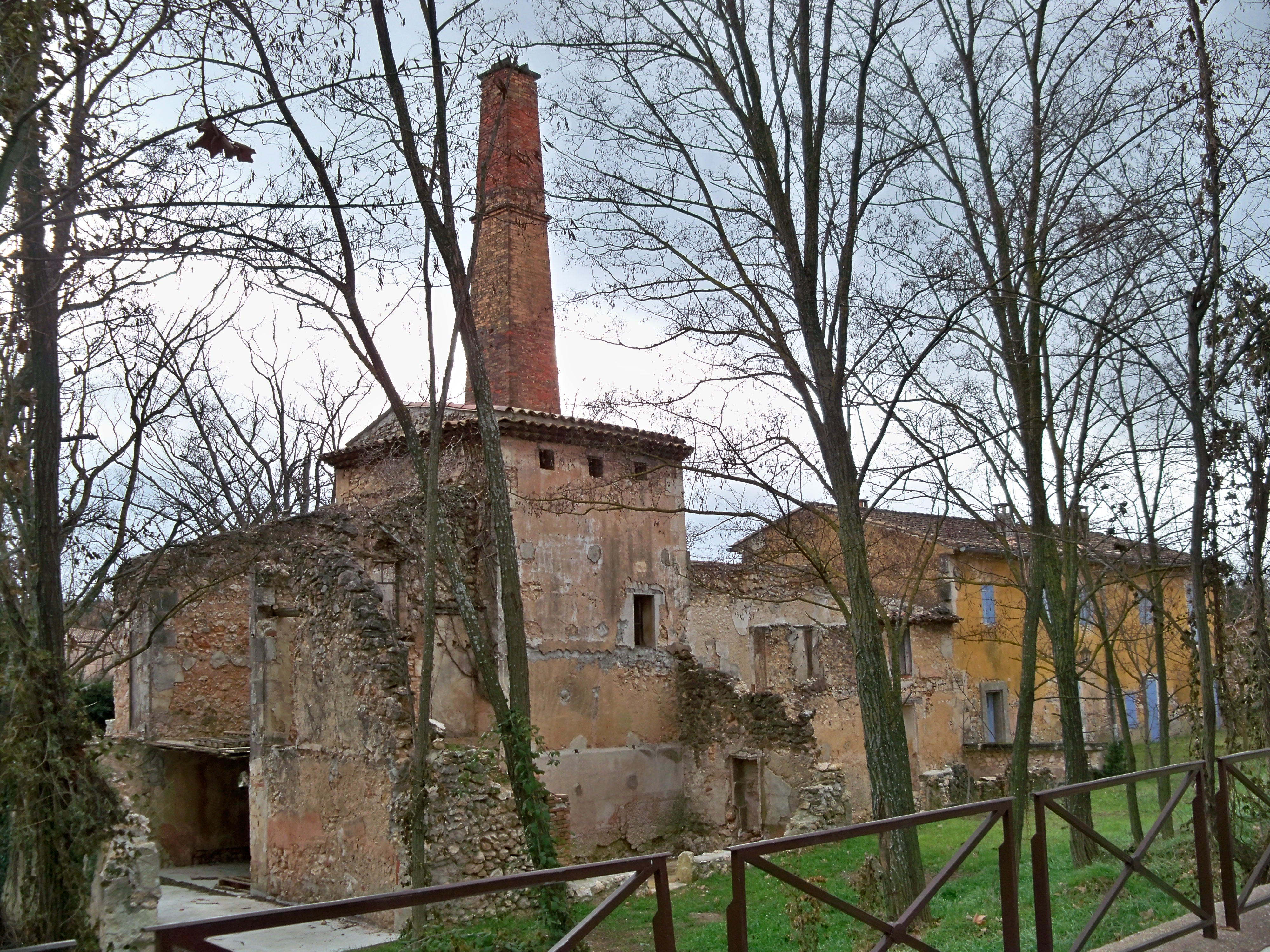
Vestiges de la tuilerie Pierre Hugues du Chêne.

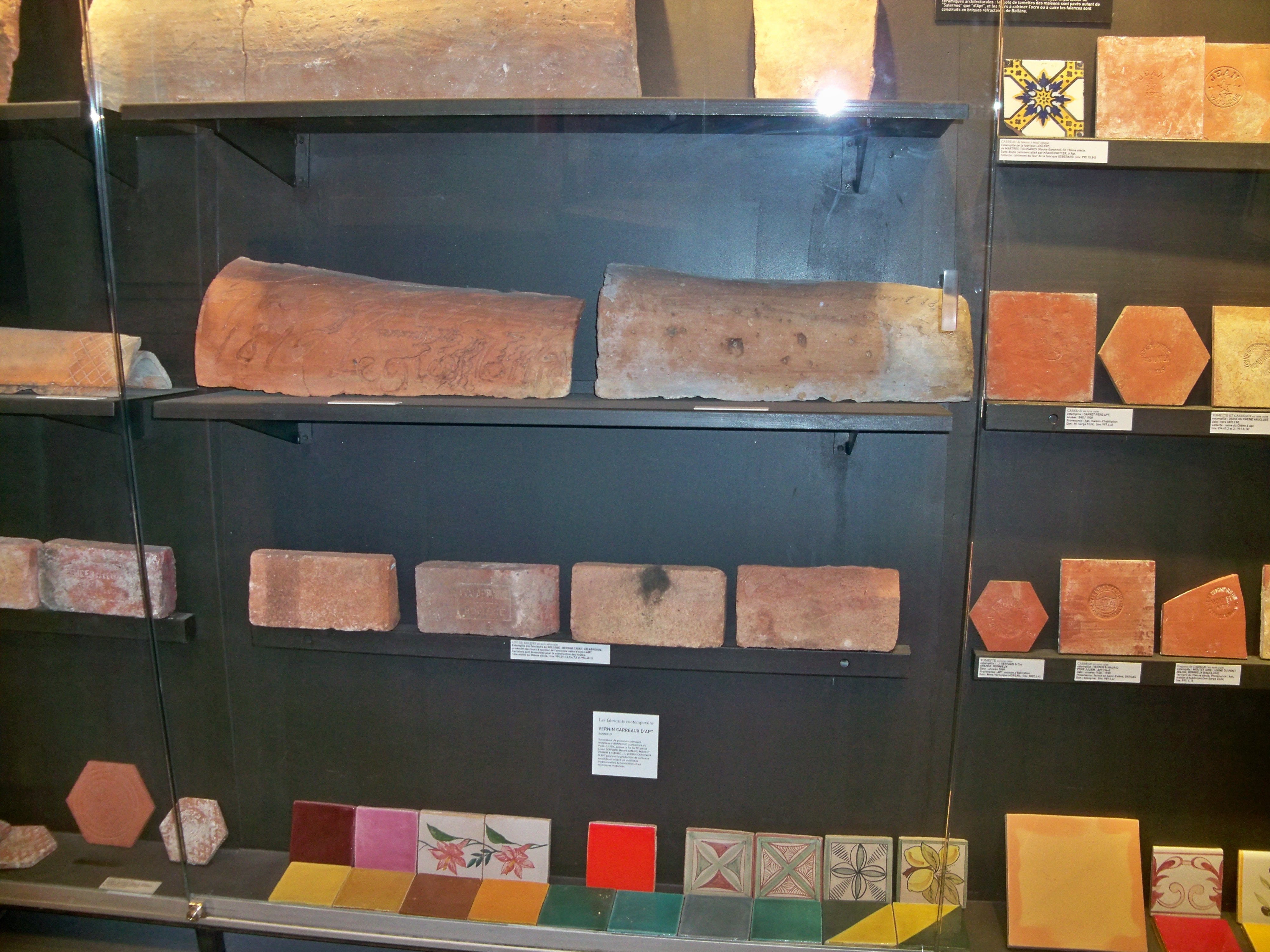
Tuiles, briques et tomettes au musée de l'aventure industrielle d'Apt.

Leur utilisation remonte à l'Antiquité, puisque les fouilles archéologiques ont permis de mettre au jour des ateliers de potiers au pont Julien, puis au cours du Moyen Âge, est apparu le hameau de la Tuilière, à Saint-Saturnin-lès-Apt, et des tuileries existaient au quartier de la Doa et au hameau du Chêne à Apt. Cette dernière fabrique créée par Pierre Hugues était à la fois tuilerie, faïencerie et centre de lavage d’ocre. En 1860, la production de carreaux atteignait 2 670 tonnes par an.
Cette tradition a été continuée par la fabrique de carrelage Vernin Carreaux d’Apt, fondée en 1870 et installée au quartier du Pont-Julien à Bonnieux. Elle a commercialisé des carreaux de terre cuite entièrement moulés et décorés à la main jusqu'en 2010. Elle a aujourd'hui cessé ses activités.

### Castellet

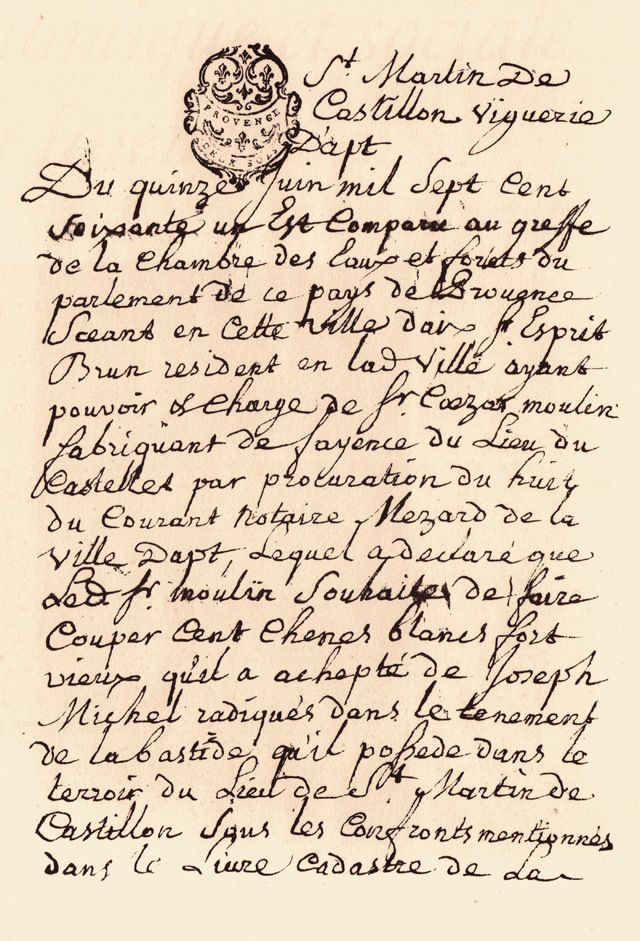
Demande de coupe de bois pour son four par César Moulin, le 15 juin 1761

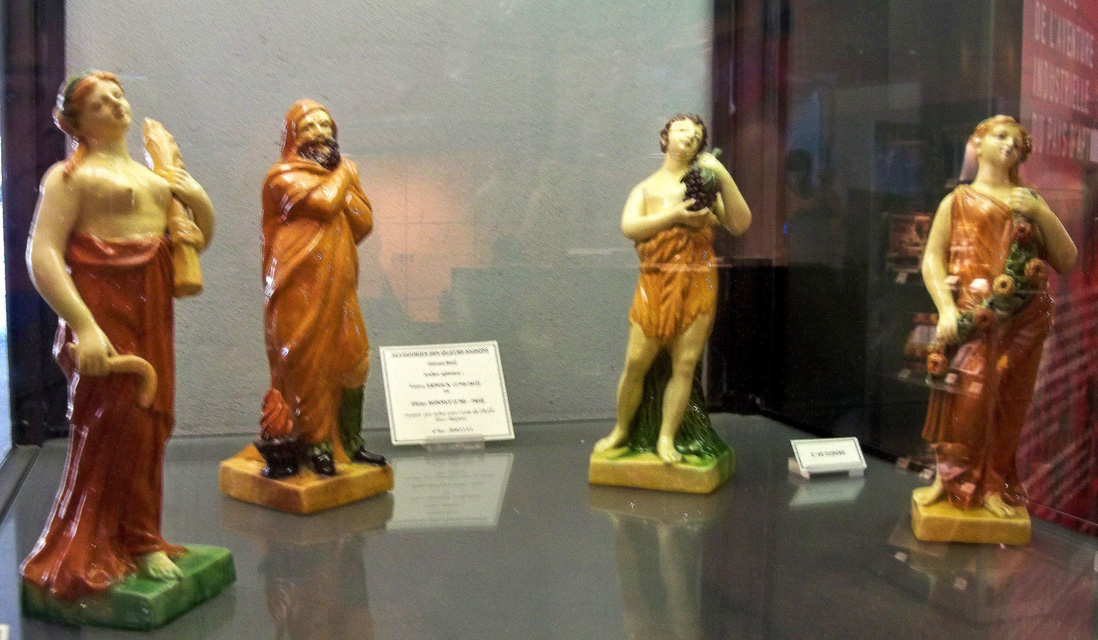
Les quatre saisons.

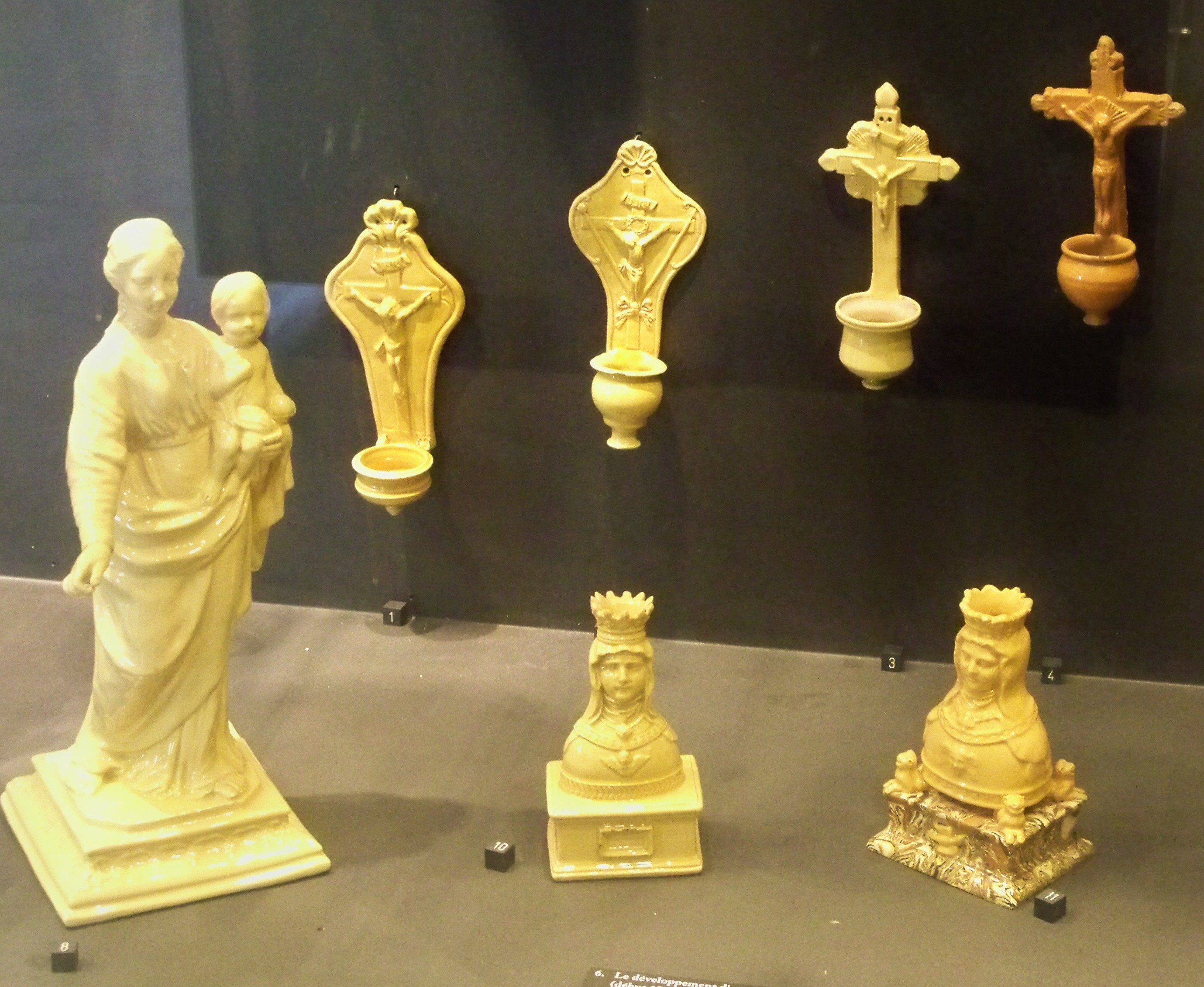
Bénitiers et statuettes.

Au XVIIIe siècle, Castellet se rendit célèbre par ses faïences. Quand le Roi-Soleil eut besoin d'or et d'argent pour financer la guerre de Succession d'Espagne, il récupéra la vaisselle de sa noblesse. C'est à cette époque que le jeune faïencier César Moulin, arrivant à Apt, décide de s'installer à Castellet chez son oncle le prieur Claude Moulin.
À la demande de Claude Louis Hector de Villars, duc de Brancas, seigneur du lieu, le jeune homme alluma le premier four à faïencerie, en 1714, créant la première faïencerie du Pays d'Apt. César commença par faire mouler par des ouvriers piémontais l'argenterie du duc puis diversifia son activité en réalisant des chefs-d'œuvre : statuettes représentant des scènes des bergères, de chasse ou de pêche, sites et paysages animés, etc. Grâce au duc sa production devient la coqueluche de Versailles, la Cour se jetant sur ses plats, assiettes, chocolatières, services à café et à dessert, urnes et fontaines.
En 1750, les habitants de Castellet jugeant que la forêt du Luberon ne résisterait pas à la consommation de bois que faisait la fabrique s’adressèrent au Maréchal qui ne daigna pas répondre. Ils portèrent alors leur plainte entre les mains de Jean-Baptiste de Brancas, archevêque d’Aix. Pour faire cesser le conflit, il fut décidé que le bois pris par le faïencier serait passible d’une taxe annuelle de cent livres tant que fonctionnerait sa fabrique.
Sur place, quelques seigneurs voisins - et jaloux - créent aussi leur propre faïencerie en débauchant les ouvriers de César et même des membres de sa famille. Concurrencée, la fabrique de Castellet, grâce à la qualité de sa production, continua à dominer le marché pendant plus d'un siècle puisqu'elle ne ferma ses portes qu'en 1852. Jules Courtet, qui la visita, écrivit : « On y fabrique des poteries jaunes, brunes et marbrées dont le débit est considérable ».

### Apt

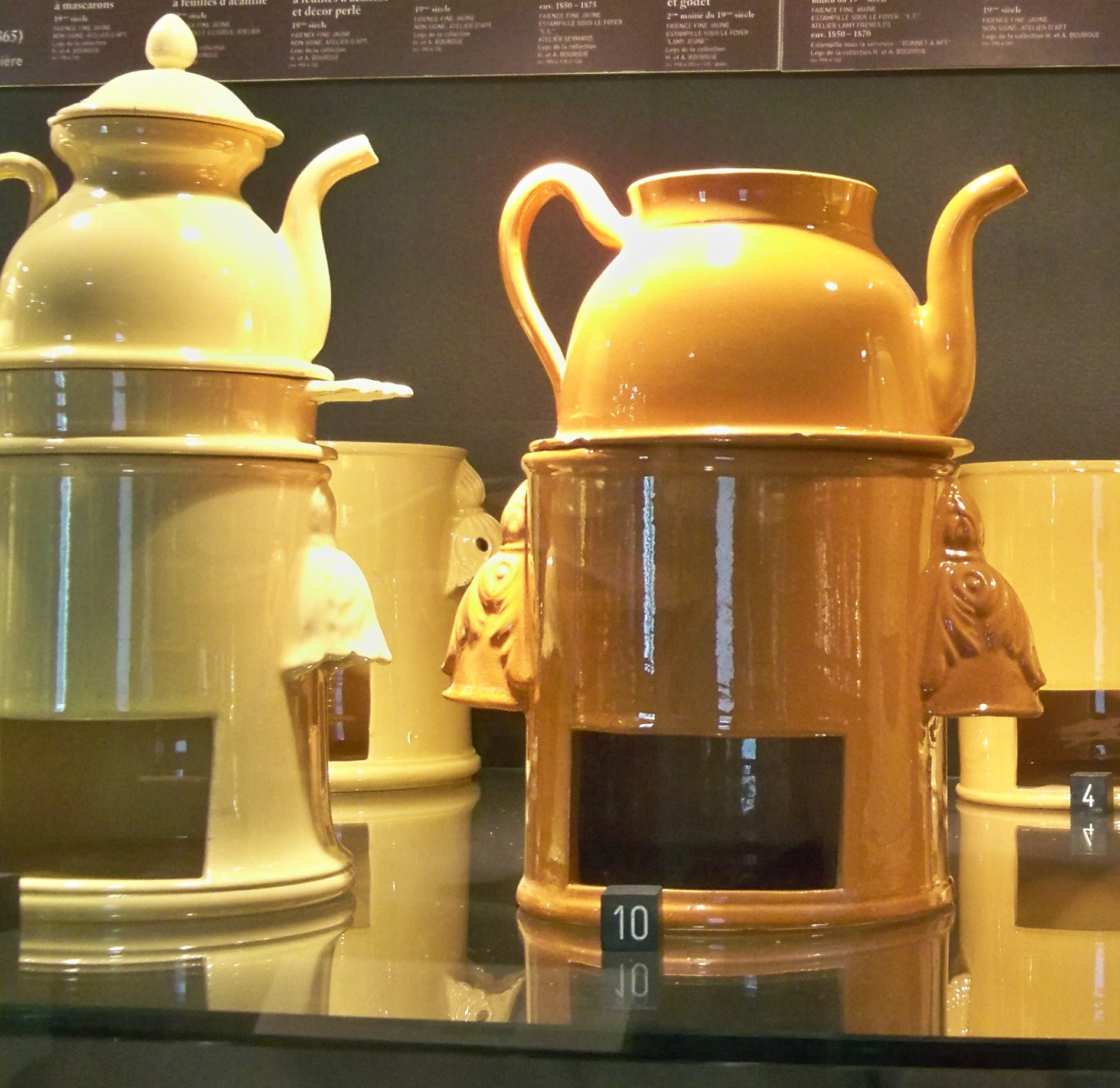
Tisanières.

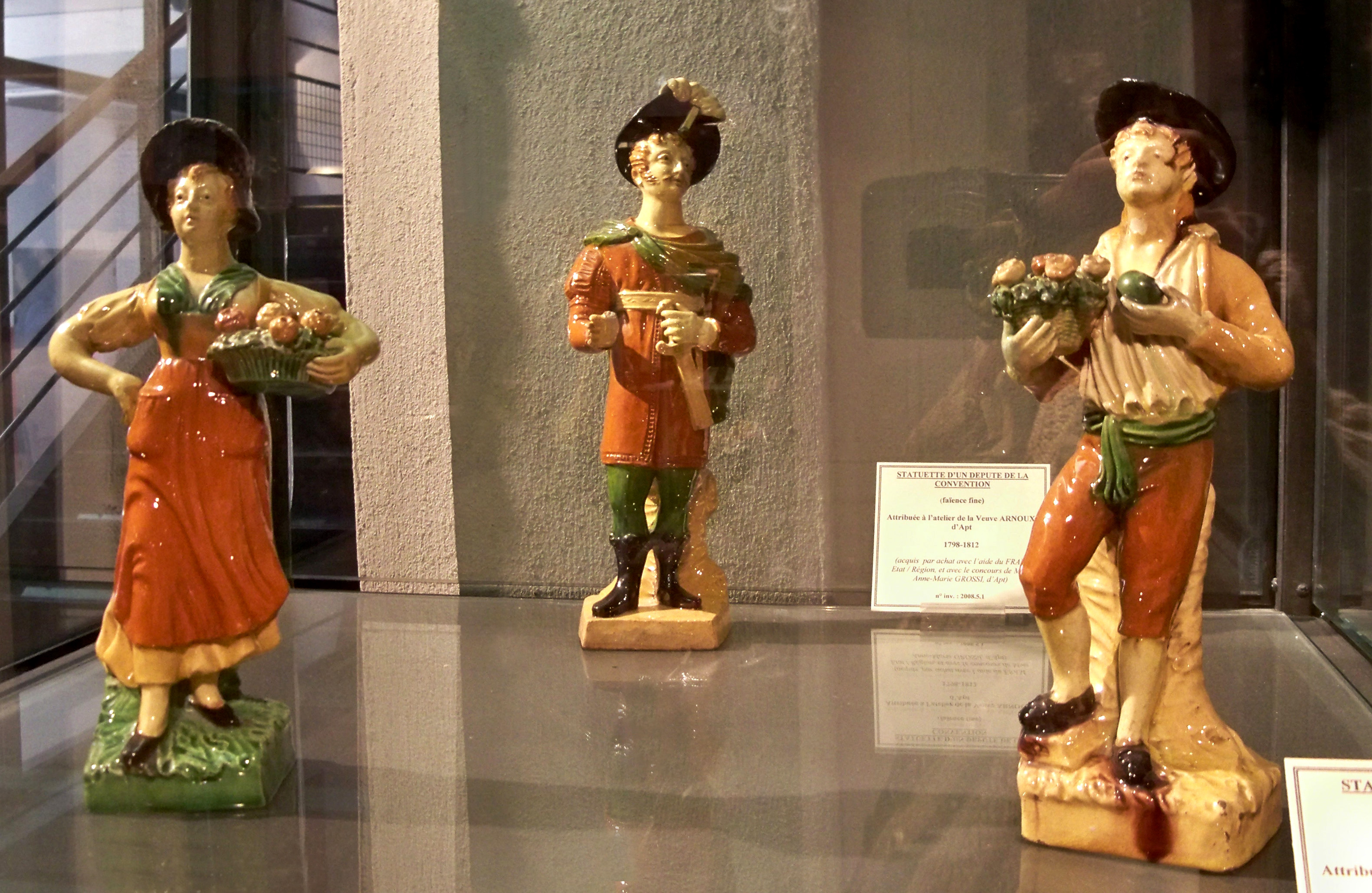
Sujets en faïence fine de l'atelier de la Veuve Arnoux.

Les trois fils de César Moulin firent leur apprentissage avec leur père. Les deux premiers s'en furent à Apt où ils fondèrent une faïencerie en 1768. Ce fut eux qui introduisirent en France la faïence fine jaspée, dite terre de brocatelle. Leur frère, César II, reprit la direction de la fabrique de Castellet où il eut pour successeur son fils Claude César en 1822. Son entreprise fut fermée, en 1852, à la mort de celui-ci. À Apt, une fille Moulin, seule héritière de la dynastie, épousa en 1790, Joseph Jacques Fouque, fils d'un faïencier de Moustiers. Puis en 1799, Claire Fouque, veuve Arnoux, acheta leur faïencerie et perpétua la tradition des frères Moulin.

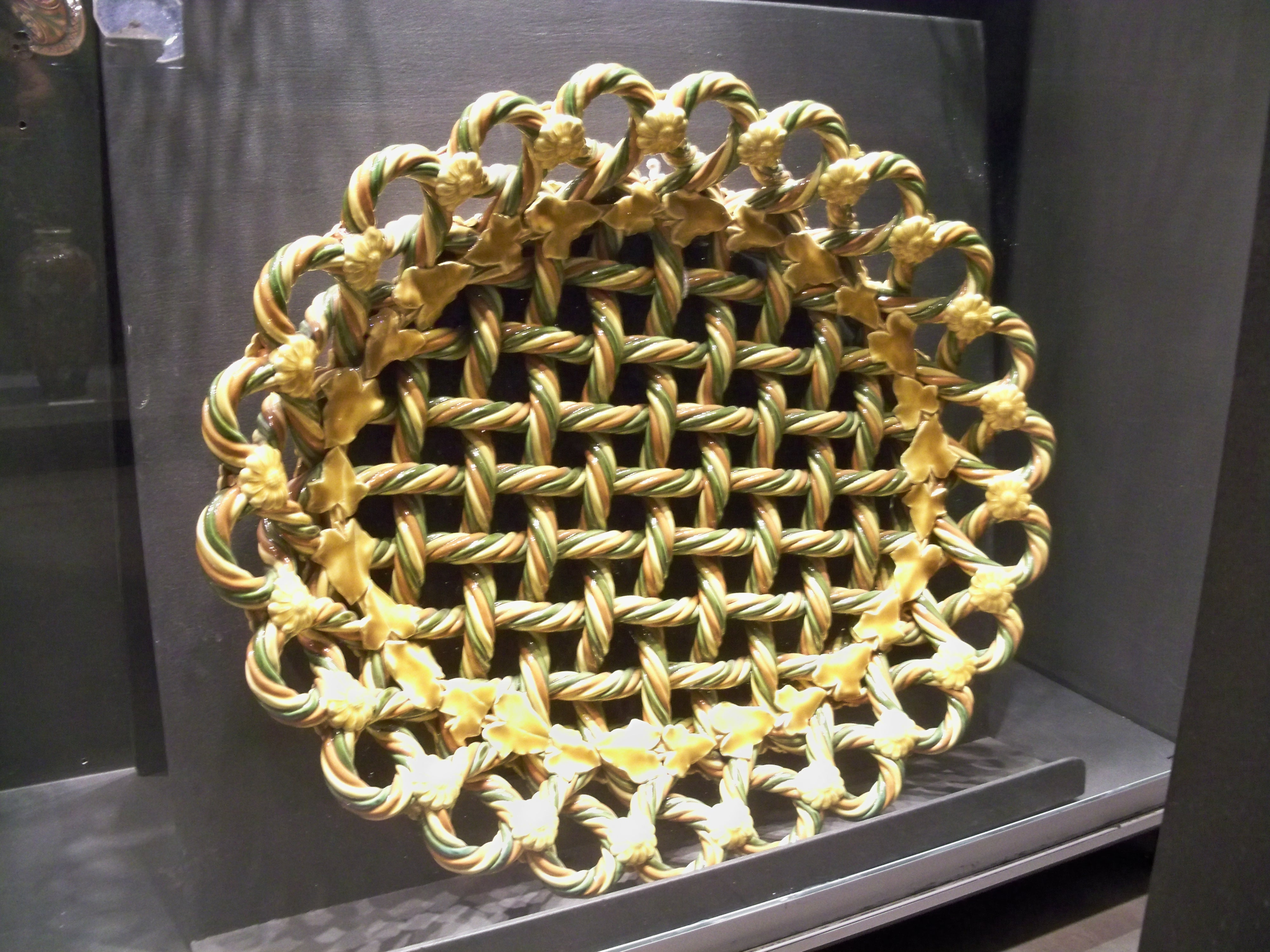
Plat imitant la vannerie.

La production des Moulins d’Apt et de Castellet, incita à la création d'autres fabriques. Elzéar Bonnet fonda la sienne vers 1790. Il inventa en 1805, un système de récupération de chaleur qu’il adapta à ses fours. Son fils lui succéda, puis la manufacture fut reprise par Coupiny vers 1850 et passa ensuite à Bernard de la Croix en 1870. Entretemps s'était créée la fabrique de faïences Esbérard qui fonctionna de 1845 à 1900.
Ce passage du Castellet à Apt permit la création de productions originales connues et sous le nom de faïence fine d'Apt. Elles se distinguaient de la concurrence par la « marbrure aptésienne » et atteignit son apogée au XVIIIe siècle. La marbrure, ou faïence jaspée, consistait à mélanger des terres de différentes couleurs de façon à obtenir des effets marbrés. Des décors modelés en terre blanche appliqués sur la céramique équilibraient l'abondance de couleurs. La technique aurait été inventée par les frères Claude-François et Barthélémy Moulin.
Au début du XIXe siècle, treize faïenceries employaient près de 200 artisans faïenciers et exportaient dans toute l'Europe. En 1880, ne restaient que Bernard de la Croix, Jullien, Bonnet et Esbérard.
La plus grande faïencerie s'installa à la Cucuronne. Elle fut d'abord la propriété de Bonnet du Pont jusqu'en 1885, puis de Cyrille Julien qui la dirigea jusqu'à sa mort en 1912. L'entreprise employait alors dix ouvriers et était spécialisée dans la production d'aiguières, d'assiettes, de bassines et de terrines de couleurs jaune et brune. Cyrille Julien fut le premier à mettre sur le marché des assiettes et des plats imitant la vannerie ou un décor végétal en faïence stannifère blanche. Sa veuve tenta tout d'abord d'honorer les commandes de confiseurs d'Apt pour les fournir en bassines à fruit confit. Mais l'entreprise périclita rapidement.
Le déclin de la production de faïences dans la région à partir de 1865 s'explique par une concurrence accrue dans toute l'Europe, par l'éloignement des sources de chaleur, charbon ou bois, et par l'arrivée du chemin de fer à Avignon et à Marseille qui permet d'introduire des productions d'ailleurs et meilleur marché.

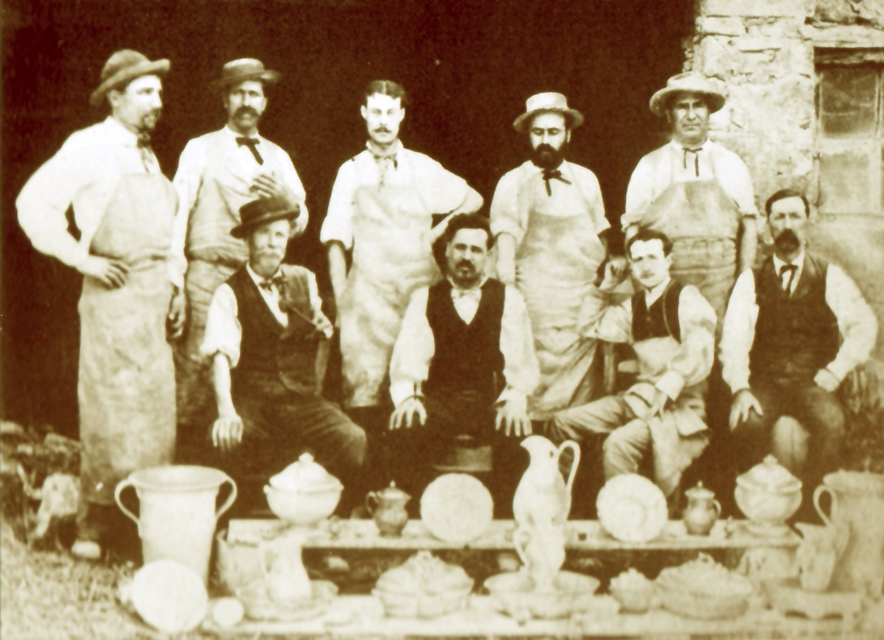
L'équipe des faïenciers de Cyrille Julien vers 1880.
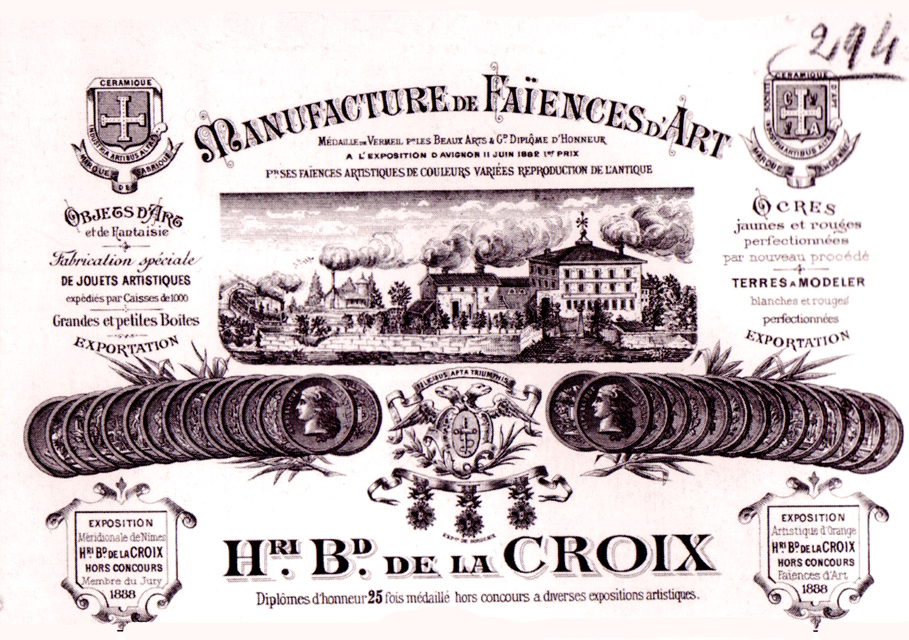
Carte commerciale gravée représentant la faïencerie Bernard de la Croix.
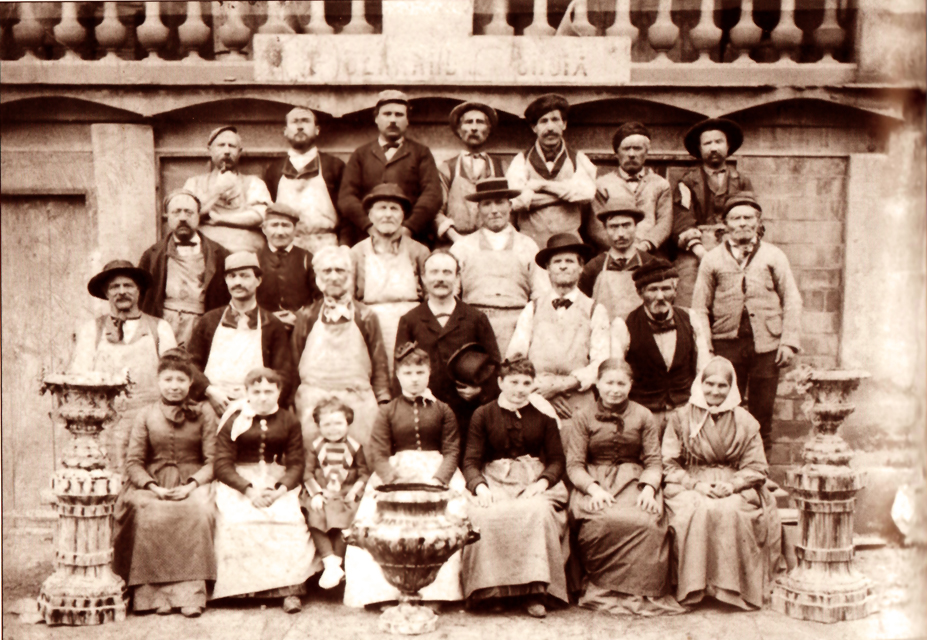
Henri Bernard de la Croix et ses employés vers 1890.

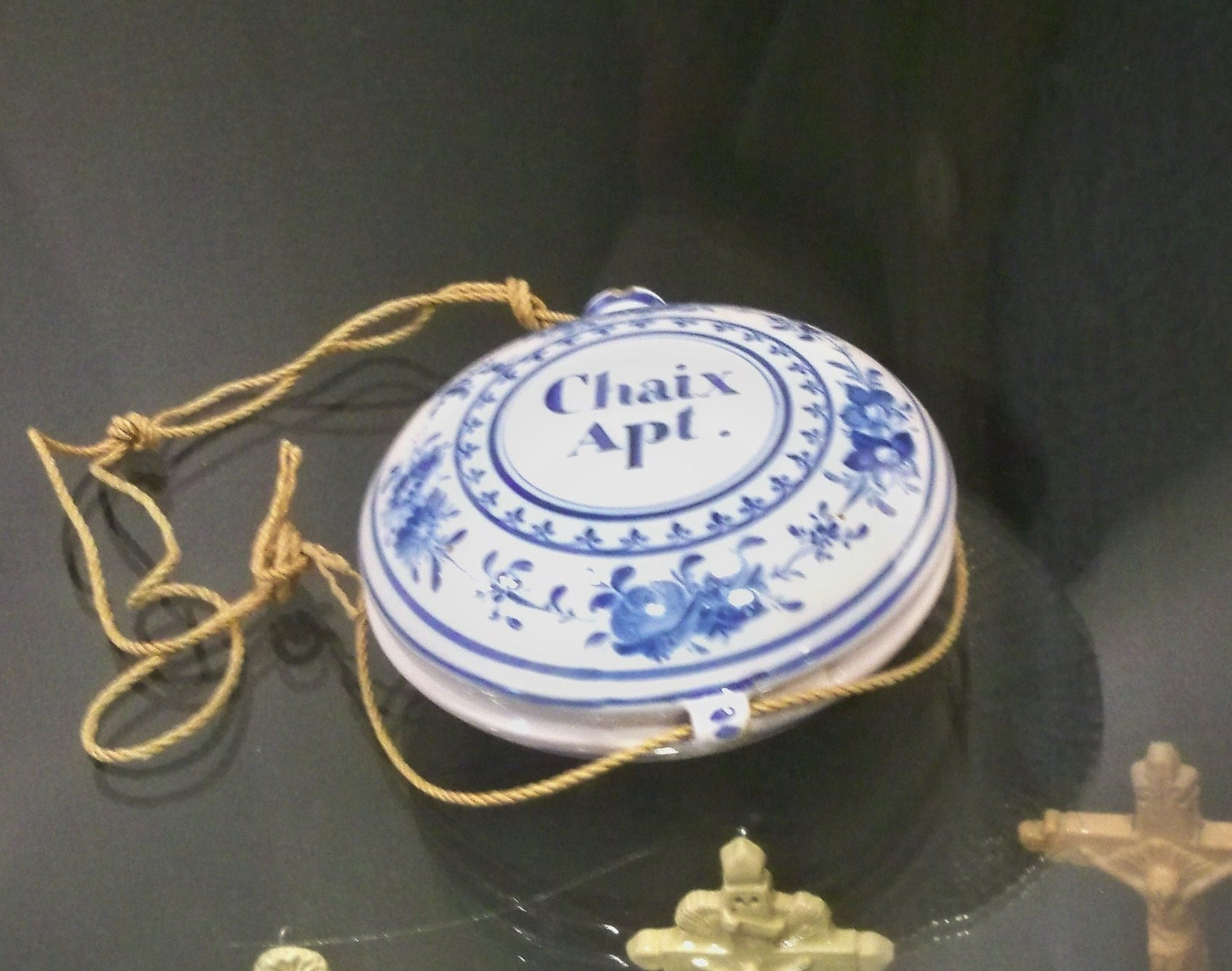
Gourde japonaise.

À la fin du XIXe siècle, la seconde faïencerie d'importance fut celle de Bernard de la Croix qui succéda à Elzéar Bonnet. Mais vers 1890, elle devint la première en personnel puisqu'elle employait 24 personnes dont 18 hommes et 6 femmes.
Henri Bernard de la Croix s'était fait rapidement une réputation en remportant des prix dans nombre de concours des expositions industrielles et commerciales, grâce à de nouvelles formes inusitées à l'époque comme les aiguières renaissance, les vases persans, les amphores et les lampes étrusques"", les gourdes japonaises et les vases kabyles.
Sa faïencerie, installée à proximité de la gare, entre une fabrique de fruits confits et une usine d'ocre, diffusait sa production jusqu'à Clermont-Ferrand, Toulouse et Bordeaux. Sa grande spécialité fut l'émail jaspé qu'il popularisa grâce à l'édition de son catalogue de vente qu'il fut le premier à sortir.

### Léon Sagy et ses successeurs
La faïencerie aptésienne prit une nouvelle ampleur avec Léon Sagy, le maître faïencier le plus renommé d'Apt. Il se forma d'abord sur place puis, en 1892, fut invité à Vallauris par le maître Clément Massier. De retour au pays il installa son atelier sur les quais du Calavon où il exerça jusqu'à sa mort en 1939. Il travailla d'abord les terres mêlées dans le style Art déco et Art nouveau, puis se bâtit une réputation internationale quand il découvrit le secret de la terre flammée, semblable à la terre jaspée mais avec un motif de veines colorées ressemblant à des flammes tout le long du corps du vase.

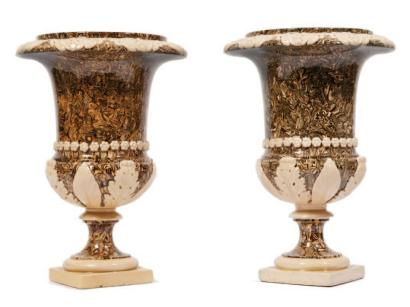
Paire de vases Médicis en terre flammée par Léon Sagy.
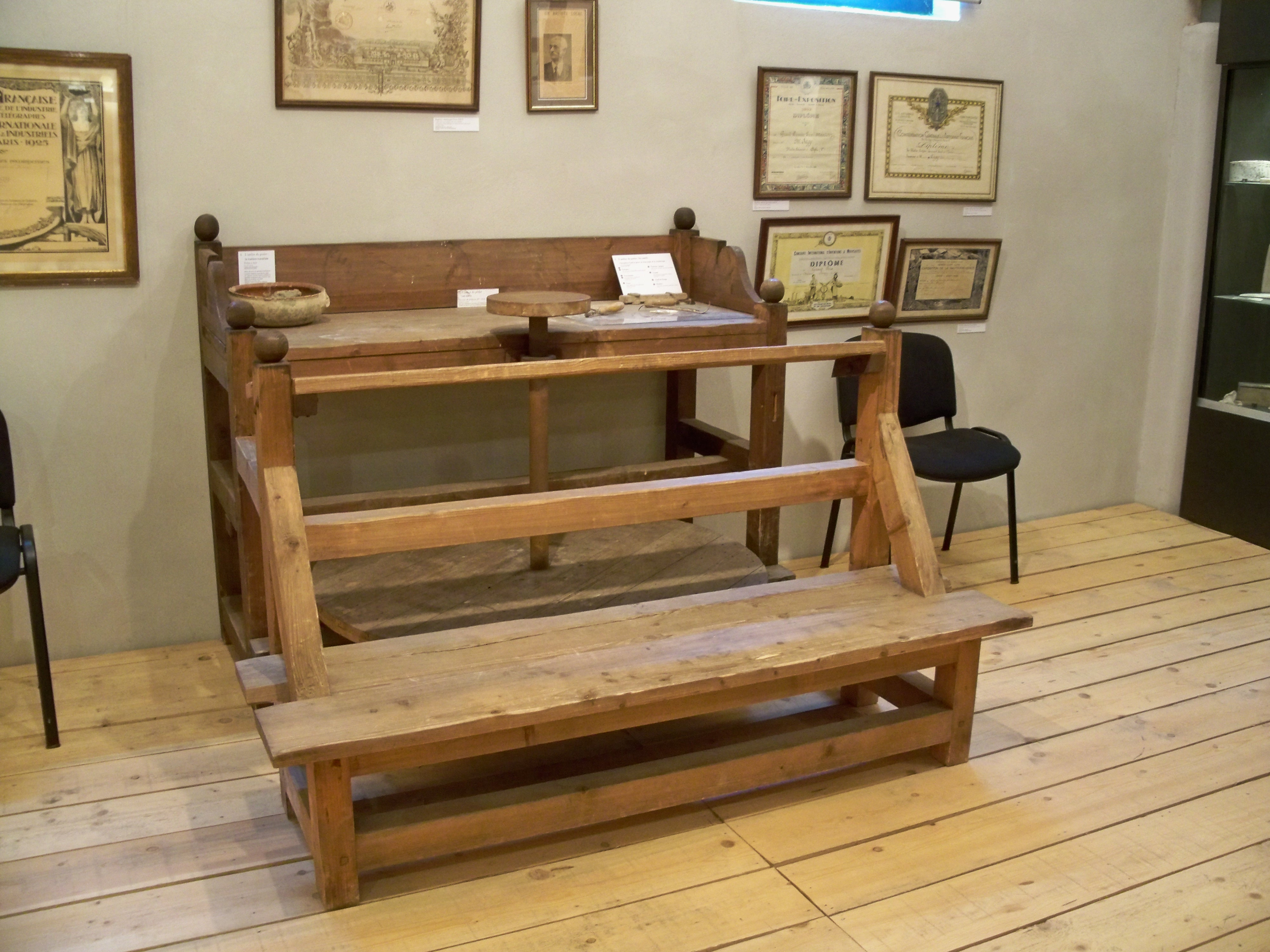
Tour de Léon Sagy au musée de l'aventure industrielle.
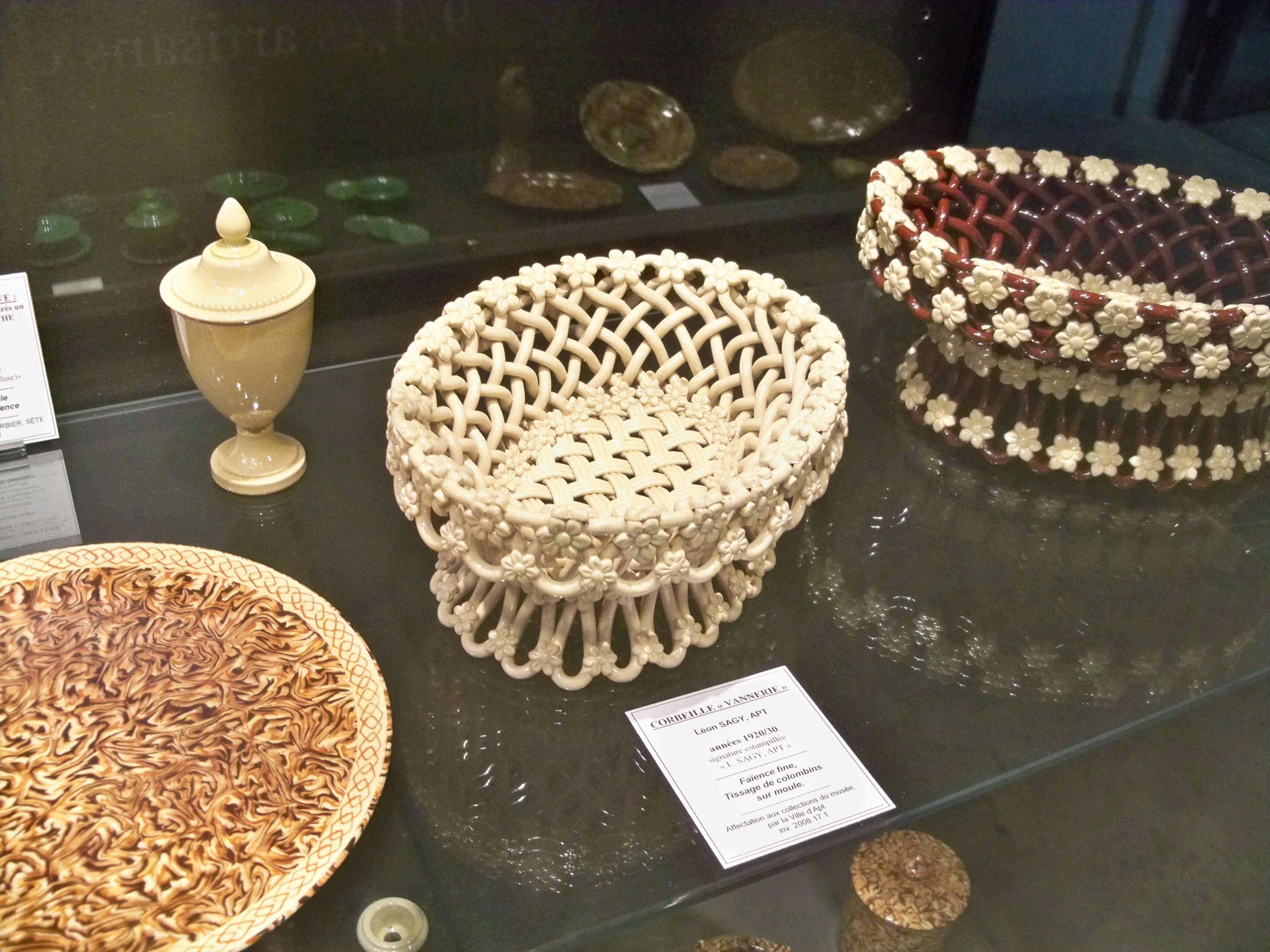
Corbeilles vannerie de Léon Sagy (1920-1930).

Joseph Bernard (1908-1973) dont les ancêtres avaient travaillé dans les faïenceries industrielles du XIXe siècle, fut formé au métier par son père André dès 1915. Il s'établit à son compte en 1934 et sa production connu le succès au cours des années 1950 quand il retrouva le secret des terres flammées. En 1968, à la demande du roi Hassan II, il partit au Maroc fonder l'Académie royale de céramique de Rabat où il forma des faïenciers venus des centres de Safi, Fez et Salé. Après sa mort, ses ateliers survécurent jusque dans les années 1990 sous la direction de ses petits-fils Jean puis Pierre Faucon.
Pendant son activité, Jean Faucon, fut la référence de la faïence des terres mêlées et il acquit une notoriété internationale. Au début des années 2000, la famille Faucon perdit brusquement Jean, puis Pierre Faucon. Ce qui conduisit à la fermeture de l’atelier.

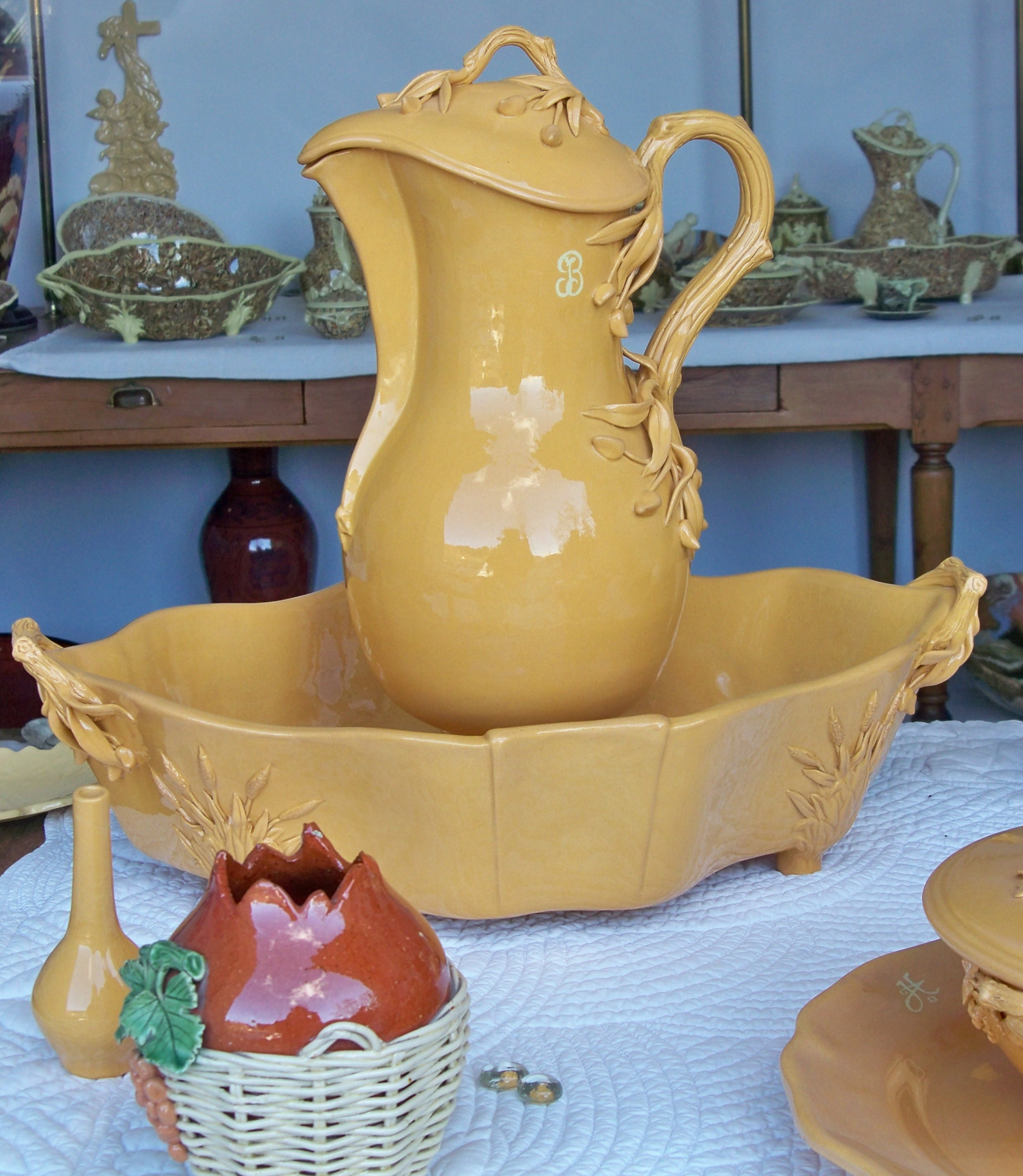
Aiguière et sa bassine (collection Bernard).
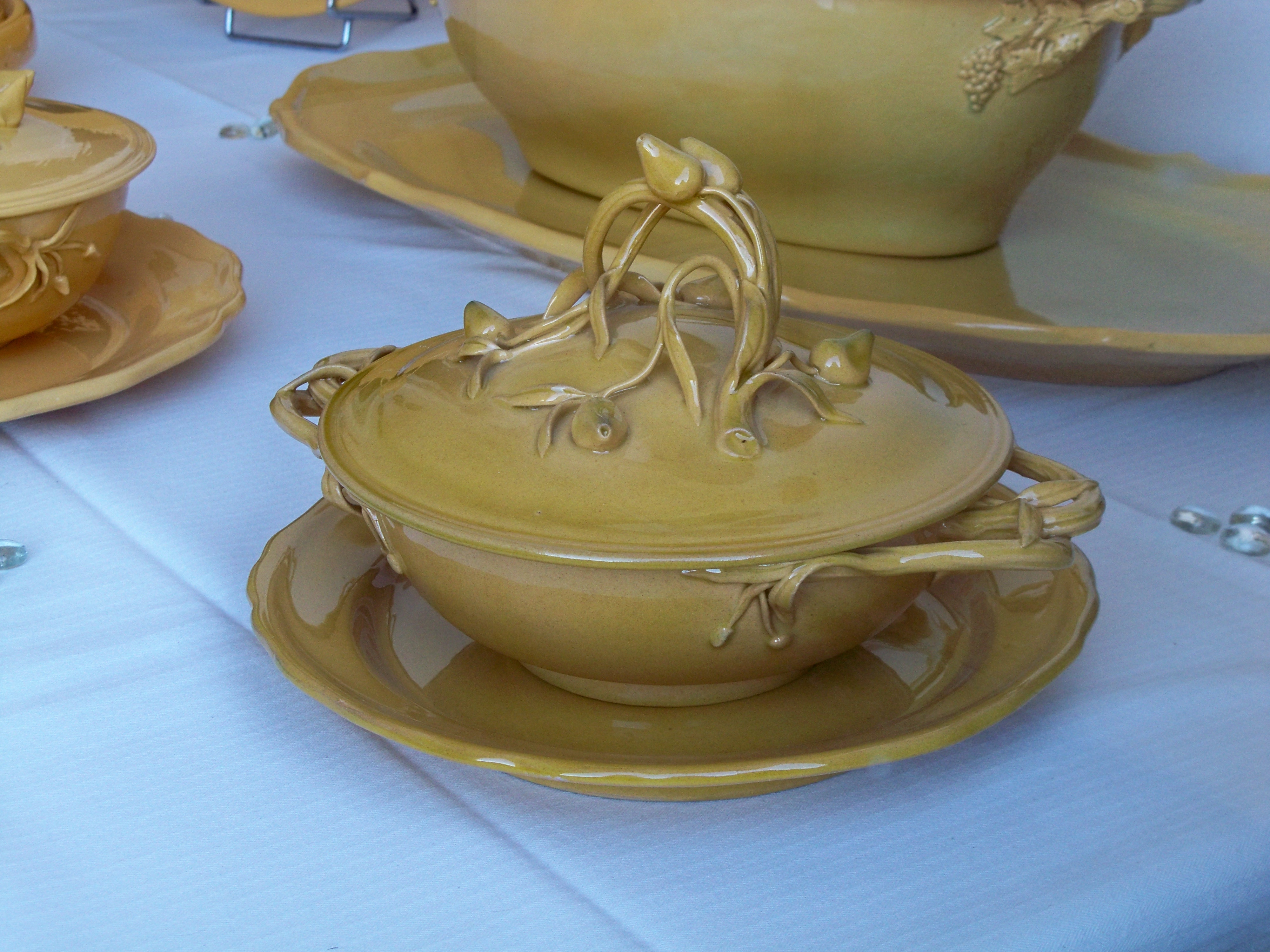
Soupière (collection Bernard).
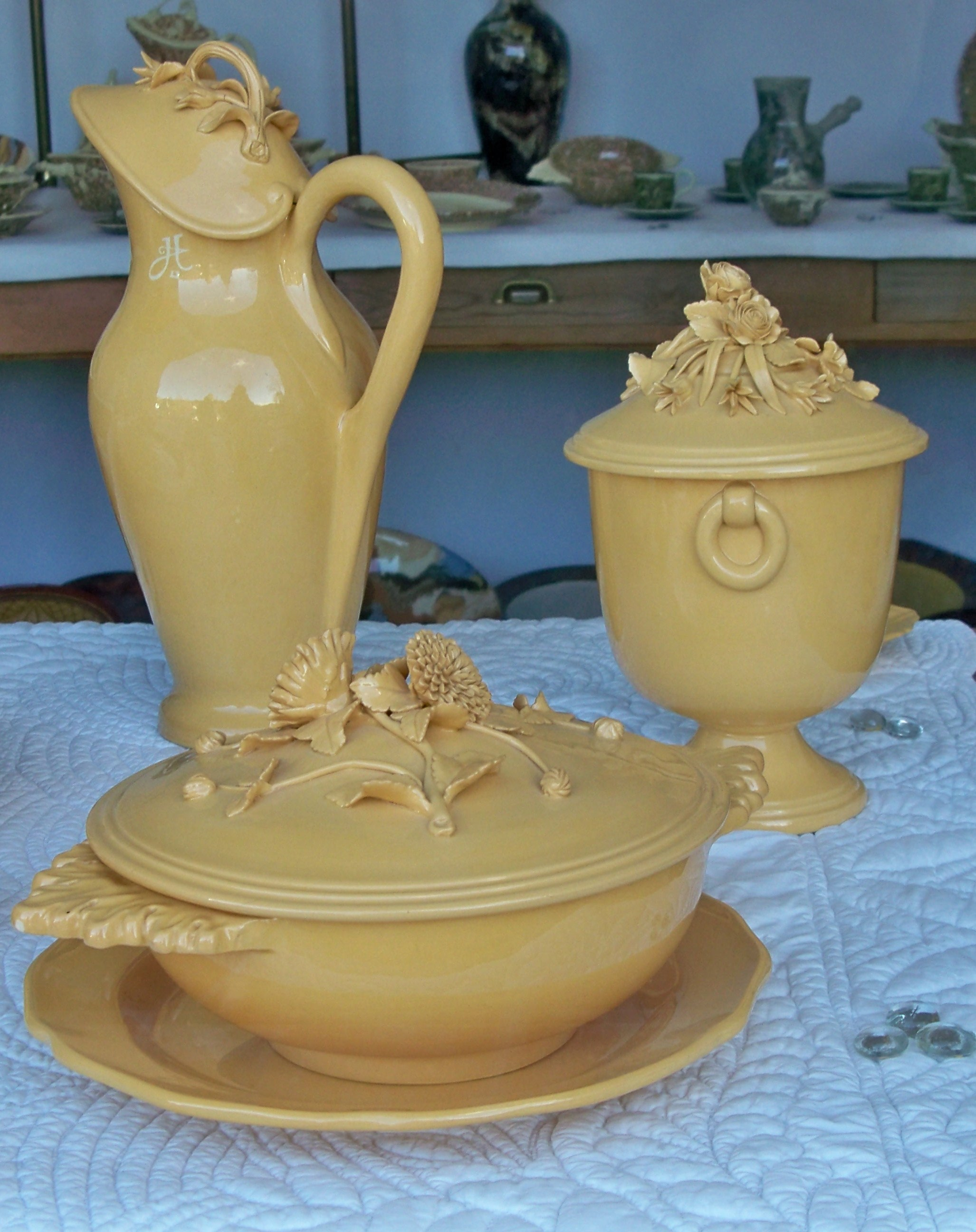
Aiguière, bonbonnière et soupière (collection Bernard).

Au XXIe siècle, des artisans perpétuent cette activité traditionnelle. À Apt, l’atelier Yvonne et Alain Rigo s'est spécialisé dans la reproduction de modèles anciens dont les assiettes « feuilles de choux » ou de vigne créées par Bonnet ou Jullien. L’Atelier du Vieil Apt a été fondé par Luc Jacquel et Benoît Gils, des artisans formés chez Jean Faucon, le seul atelier jusqu'en 2009 à produire dans la ville par le même procédé traditionnel des mélanges et des formes innovantes.
Christine Jouval, née à Apt et originaire du village de Roussillon, petite fille et arrière-petite fille d'ocriers, a été formée aux métiers de la céramique sous l'initiative de la ville d'Apt en 1980. Elle acquiert son expérience dans plusieurs anciens ateliers d'Apt et notamment l'Atelier du Vieil Apt jusqu'à sa fermeture en 2011 avec le décès prématuré de Benoit Gils et de Luc Jacquel. Christine Jouval a ouvert son atelier en 2012 sur le site des anciennes manufactures de faïenceries et d'ocres d'Apt où sont encore emmurés des moules anciens qui témoignent de 300 années d'activité de ces anciennes manufactures. Elle produit dans la continuité de ses maîtres dans la tradition et la modernité.
Antony Pitot (décédé), à Goult, produit des faïences monochromes de couleur jaune du style XVIIIe et XIXe siècles et des trompe-l'œil (fruits et légumes). Vernin Carreaux d'Apt, à Bonnieux, (qui a cessé toute activité depuis quelques années), s'était taillé une réputation internationale avec ses carreaux moulés et peints à la main.

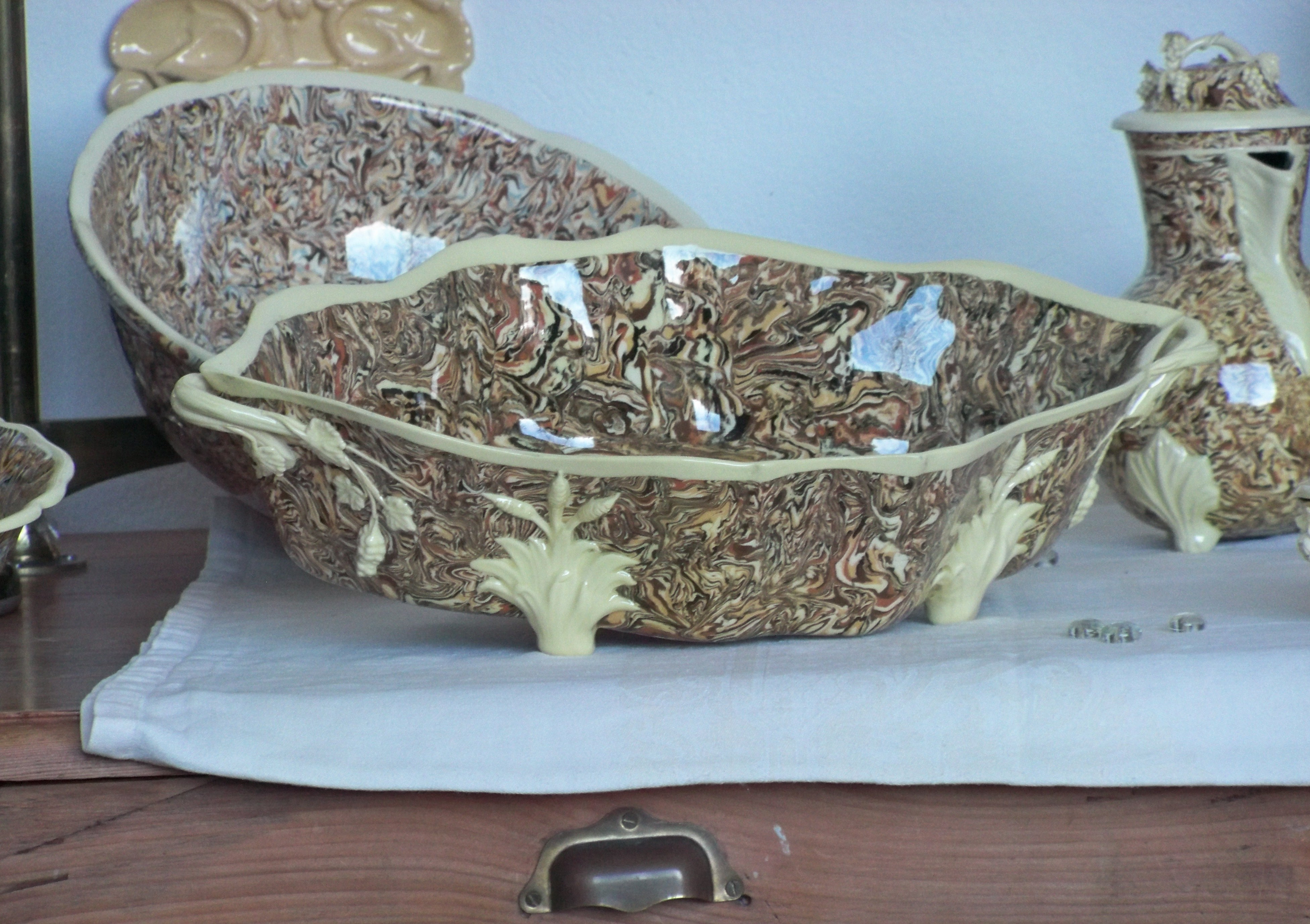
Dessertes et cafetière.
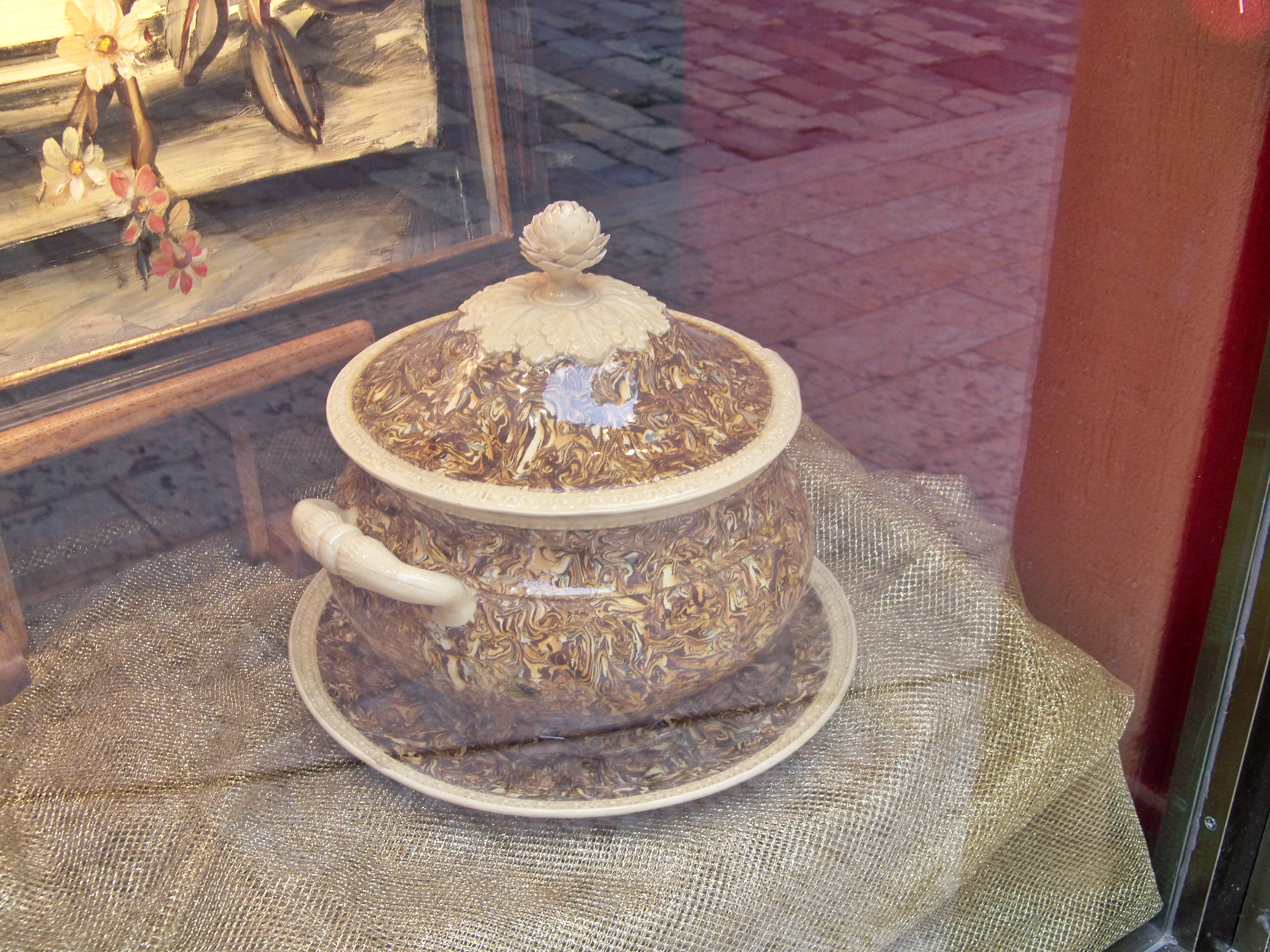
Soupière.
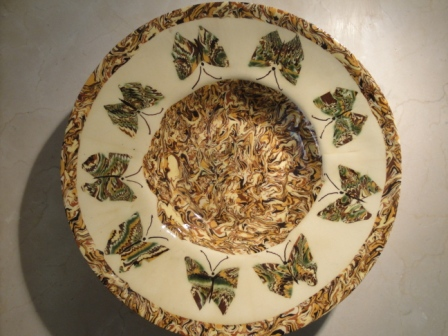
Coupe aux papillons.
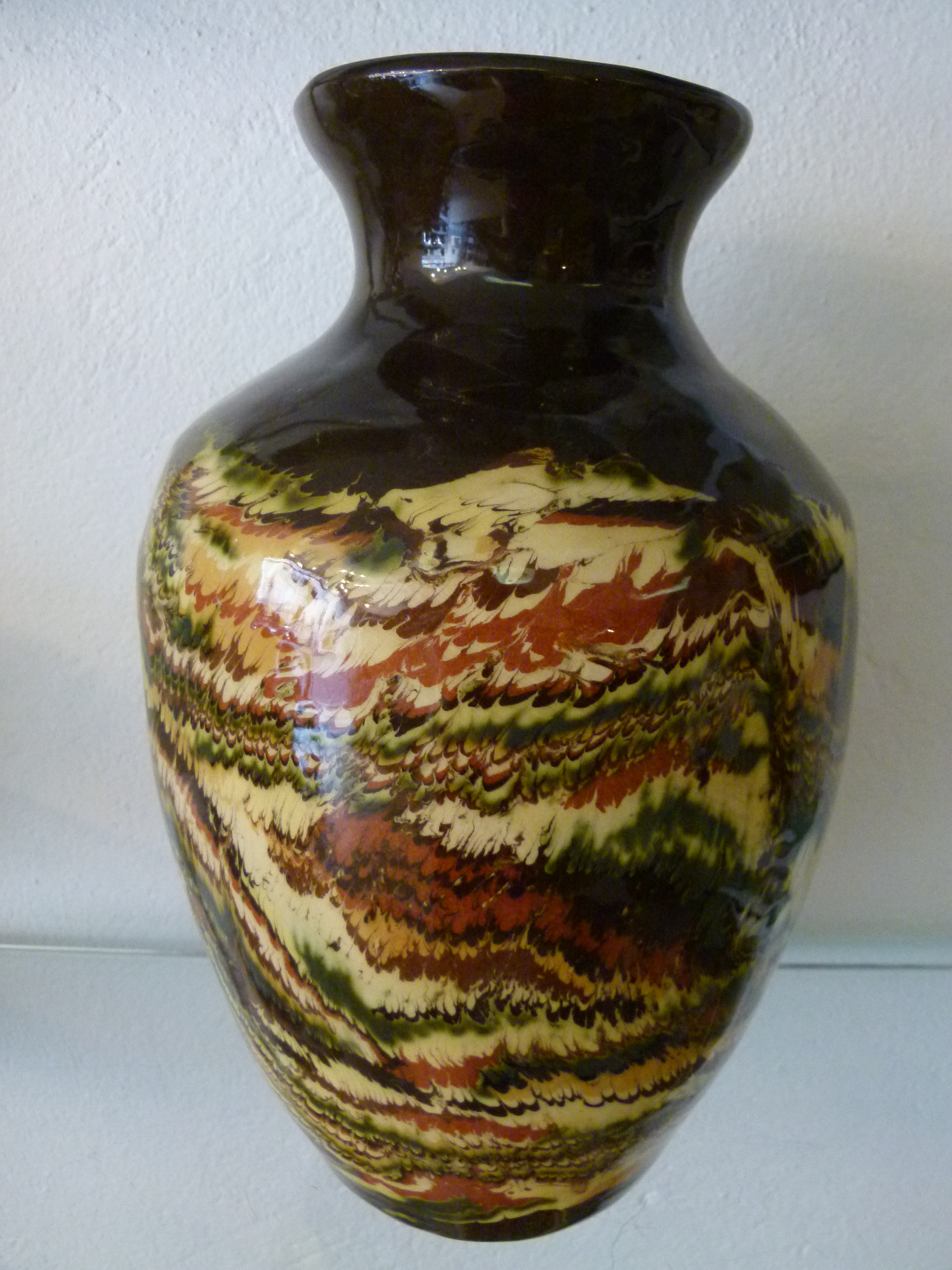
Vase faïence flammée.

À Apt, se trouvent les ateliers de Christine Jouval formée à l'atelier du vieil Apt et qui perpétue le savoir-faire traditionnel des Terres Mêlées en faïence Fine, Jean-Claude Savalli et Buisson Kessler ainsi que la poterie Dominique Bogino. À Caseneuve, Sophie Manuelian et à Rustrel, Fanny Meissel-Pluck. À Saint-Saturnin-lès-Apt, œuvrent Martine Langlade, Latifa Hasni, Martine Guimet, ainsi qu'Yves Lambeau à Villars.

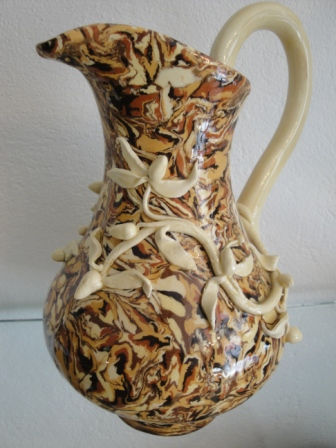
Pichet en faïence fine d'Apt.

## Caractères stylistiques

### Techniques de préparation

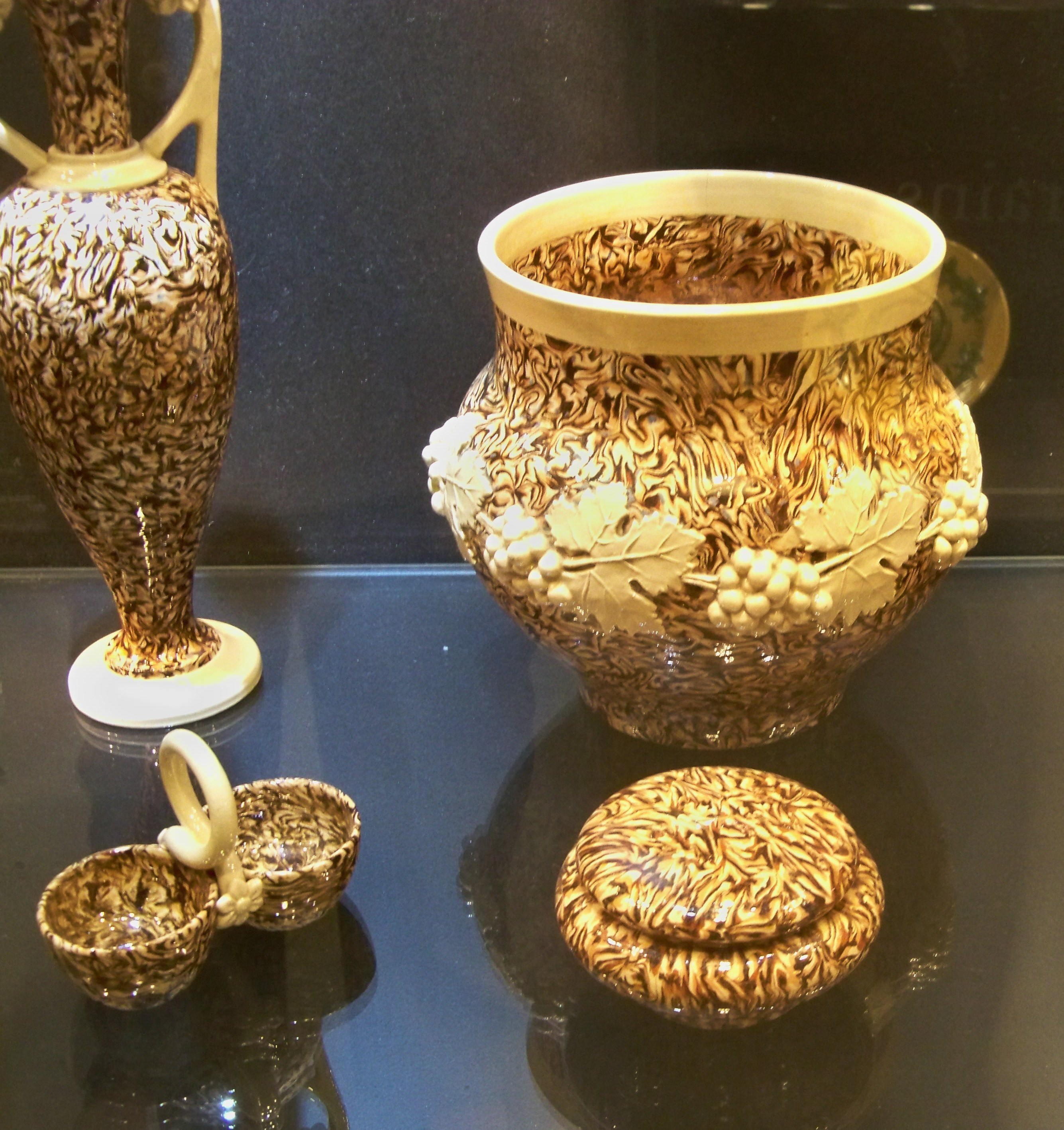
Faïence jaspée d'Apt.

Les argiles du pays d'Apt, grâce à la présence de kaolin, se distinguent par leurs qualités plastiques et réfractaires. Elles fournissent une pâte très fine et peu colorée, de couleur rose pâle ou blanc jaunâtre. Des analyses ont démontré que les faïenciers mélangeaient cette argile au feldspath. Essentiellement utilisée pour les pièces de table et les objets décoratifs, elle devait être fine et homogène avec un grain régulier. Pour cela, le faïencier procédait à des opérations de lavage et de raffinage de la terre. Lavée et décantée, elle subissait ensuite l'opération de "pourrissage" qui éliminait les déchets organiques fins.
Les pâtes marbrées sont toujours obtenues par un mélange de terres de différents tons qui sont malaxées pour obtenir une pâte homogène. Afin d'éviter un mélange uniforme des couleurs à la surface; le potier fait réapparaître l’aspect veiné en grattant la surface à l’aide d’un racloir (le tournassin). L’émail transparent rehausse l'éclat les veines colorées. Cette technique aptésienne de la faïence jaspée a abouti au flammé, inventé par Léon Sagy vers 1925, Le mélange des couleurs des terres flammées est tel qu'il donne l'impression de rangées de flammes remontant le long de l'objet.
Par son adresse et son savoir-faire, (calcul des dosages, sculpture, modelage), et grâce à la plasticité remarquable de l'argile, le faïencier réussit des pièces d'une rare beauté et élégance. Sa technique lui permet d'éclaircir une terre trop foncée, en la recouvrant d’un fin engobe de barbotine blanche avant la première cuisson. Si par contre, elle est trop claire, il la colore avec de l’oxyde de manganèse. Il n'utilise le tournage que des formes simples. La grande majorité des faïences d’Apt sont moulées manuellement, ce qui permet de réaliser des pièces uniques. Après la réalisation de l'objet et avant émaillage et cuisson, intervient le séchage de la pâte encore imbibée d'eau. Il peut durer de plusieurs jours à quelques semaines.

### Techniques de cuisson

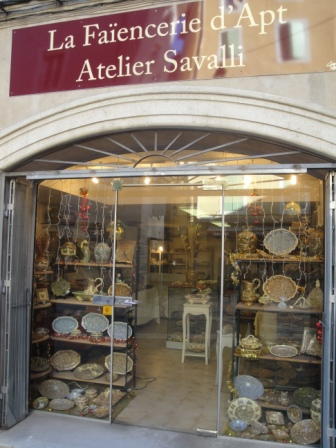
Atelier Savalli.

La faïence fine se distingue de la faïence commune par sa pâte plus claire, quelquefois blanche, et son grain fin. Elle est recouverte d’un émail transparent plombifère, une glaçure faite de silice et d’oxyde de plomb. Son décor se fait uniquement sur le biscuit, après la première cuisson. Les pièces sont cuites une première fois au feu de dégourdi, puis elles sont émaillées et recuites. L’émail est coloré par différents oxydes de fer (ocres) ou de plomb pour donner la gamme des jaunes, du blanc cassé à l’orangé, de manganèse pour les bruns et de cuivre pour les verts.
C'est la finesse des parois et des décors qui oblige le faïencier à procéder à ces deux cuissons. La première, qui se fait à 800° minimum, durcit la pâte. L'objet est ensuite plongé dans un bain où les particules d'oxyde de plomb et de silice en suspension recouvrent ses parois. La seconde cuisson, où la température oscille entre 1000-1100°, permet la fusion de cette couche qui se transforme en glaçure transparente et brillante. Alors que la cuisson de la faïence commune se situe ordinairement entre 900 et 1000°, des recherches ont établi que les faïences anciennes de Castellet et d'Apt avaient été cuites entre 1100 et 1200°, température proche de la cuisson de la porcelaine.

### Évolution des formes et des couleurs
Il reste difficile de différencier la production des Moulin d’Apt et de Castellet. Leurs moules étaient les mêmes, et l'apposition de la marque d'origine de l'atelier fut tardive. Seul le style des objets est indicatif. Les faïences du XVIIIe siècle se parent de coquilles, rocailles, perles, grains de riz, filets, lambrequins, mascarons, palmettes ou anneaux, qui caractérisent le style Régence et Louis XV. Sous Louis XVI apparaissent des personnages, en costume campagnard, ou des angelots. Les pièces marbrées sont recouvertes de guirlandes de fleurs. Des bouquets entiers servent de bouton. Ils sont moulés et collés à la barbotine. Du style Directoire, Apt adopte la simplicité et la pureté des lignes que préservent la finesse de la pâte et la couleur de l’émail. Le XIXe s. est beaucoup plus rustique, les formes se sont épurées et l'émail recouvrant les objets est une variation sur tous les jaunes.

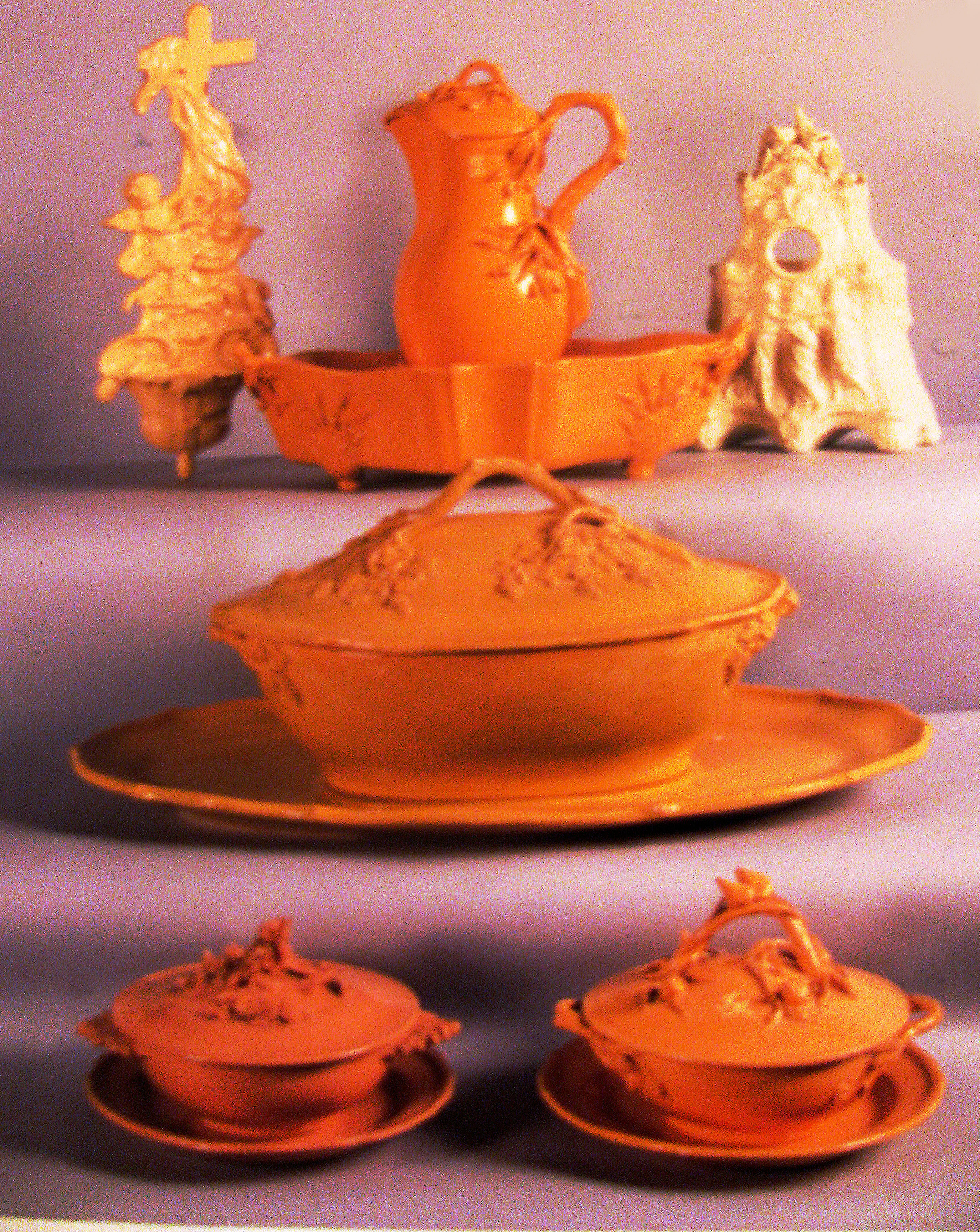
Faïence d'Apt de Bernard Faucon.

En dehors du musée d'Apt, ces pièces sont exposées au musée d'Arbaud d'Aix-en-Provence et dans la collection François Carnot au musée de Grasse.